# Standseilbahn Schwyz–Stoos (1933)
| |                     |                   |                   |
| Fahrplanfeld: | (1570)              |                   |                   |
| Streckenlänge: | 1,361 km            |                   |                   |
| Spurweite: | 800 mm (Schmalspur) |                   |                   |
| Maximale Neigung: | 781 ‰               |                   |                   |
| Streckengeschwindigkeit: | 5,0 m/s = 18,0 km/h |                   |                   |
| |                     |                   |                   |
| \| \| 0,000 \| Schlattli \| 569 m ü. M. \| \| \| \| Muota \| \| \| \| \| 1. Tunnel (150 m) \| \| \| \| \| Ausweichstelle \| 890 m ü. M. \| \| \| \| 2. Tunnel (73 m) \| \| \| \| \| \| \| \| \| 1,361 \| Stoos \| 1294 m ü. M. \| |                     |                   |                   |
| Kopfbahnhof Streckenanfang (Strecke außer Betrieb) | 0,000               | Schlattli         | 569 m ü. M.       |
| Brücke über Wasserlauf (Strecke außer Betrieb) |                     | Muota             | Muota             |
| Tunnel (Strecke außer Betrieb) |                     | 1. Tunnel (150 m) | 1. Tunnel (150 m) |
| |                     | Ausweichstelle    | 890 m ü. M.       |
| Tunnel (Strecke außer Betrieb) |                     | 2. Tunnel (73 m)  | 2. Tunnel (73 m)  |
| Strecke (außer Betrieb) |                     |                   |                   |
| Kopfbahnhof Streckenende (Strecke außer Betrieb) | 1,361               | Stoos             | 1294 m ü. M.      |

Die Standseilbahn Schwyz–Stoos (auch Drahtseilbahn Schwyz-Stoos, DSS) war eine Standseilbahn im Kanton Schwyz. Sie verband Schlattli in der Gemeinde Schwyz mit dem bei Morschach gelegenen Touristenort Stoos. Auf einer Länge von 1,361 km überwand sie eine Höhendifferenz von 725 m. Nach über acht Jahrzehnten Betrieb wurde sie am 17. Dezember 2017 durch die neu gebaute Standseilbahn Schwyz–Stoos ersetzt.

## Beschreibung
Im Südosten des Gemeindegebiets des Kantonshauptorts Schwyz, rund einen halben Kilometer östlich der Suworowbrücke, befand sich im «Schlattli» die Talstation auf einer Höhe von 569 m ü. M. Zunächst wurde auf einer 60 m langen und 60 m hohen Brücke die tief eingeschnittene Schlucht der Muota überquert. Die Neigung erhöhte sich parabelförmig von 270 auf 781 ‰. Diese Maximalneigung erreichte die Strecke am oberen Ende des ersten Tunnels von 150 m Länge, unmittelbar bei der unteren Weichenspitze der Ausweichstelle. Anschliessend nahm die Neigung auf 618 ‰ ab, um dann allmählich wieder auf 640 ‰ anzusteigen. Schräg oberhalb der Ausweichstelle befand sich ein zweiter Tunnel von 73 m Länge. Dieser musste aufgrund der fehlenden Felsüberdeckung zum Teil als offener Einschnitt mit gewölbter Betondecke ausgeführt werden. Das Trassee war mehrfach gekrümmt; so lagen sowohl die beiden Tunnel als auch die untere Weichenhälfte in Kurven. Die Bergstation befand sich auf 1294 m ü. M. am Nordrand des Stooser Hochplateaus, knapp einen Kilometer vom Ortszentrum entfernt.
Die Drahtseilbahn hatte folgende technische Daten:
- Länge: 1361 m
- Höhenunterschied: 725 m
- Spurweite: 800 mm
- kleinste Neigung: 270 ‰
- maximale Neigung: 781 ‰
- Weiche: Abtsche Weiche
- Fahrzeuge: 2 (je 100 Personen)
- Antrieb: in der Bergstation (500 PS = 367,75 kW)
- Zugseildurchmesser: 46 mm
- Geschwindigkeit: 5 m/s (18 km/h)
- Fahrtzeit: 7,5 Minuten
- Förderleistung: 1000 Personen/Stunde

## Geschichte

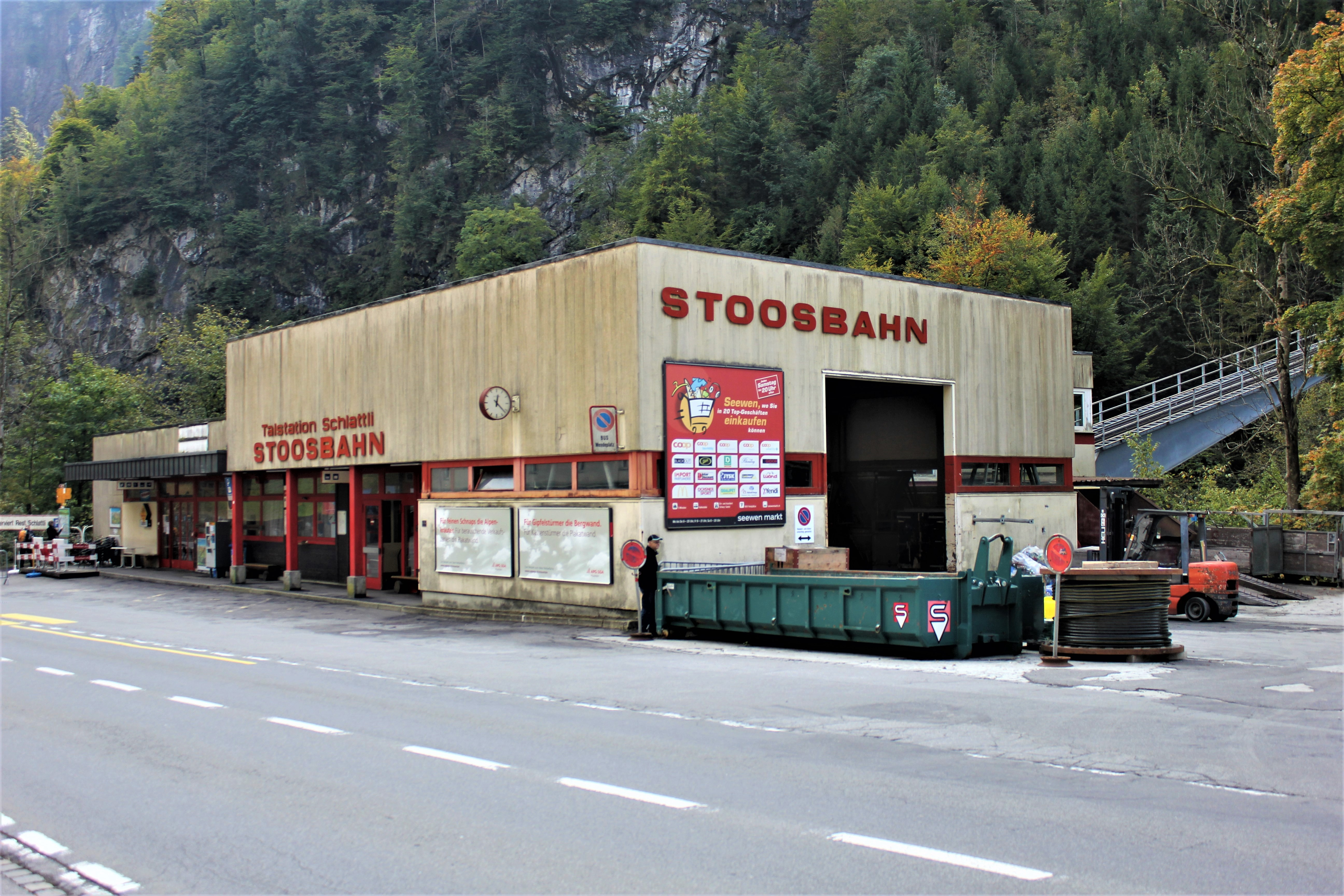
Talstation Schlattli

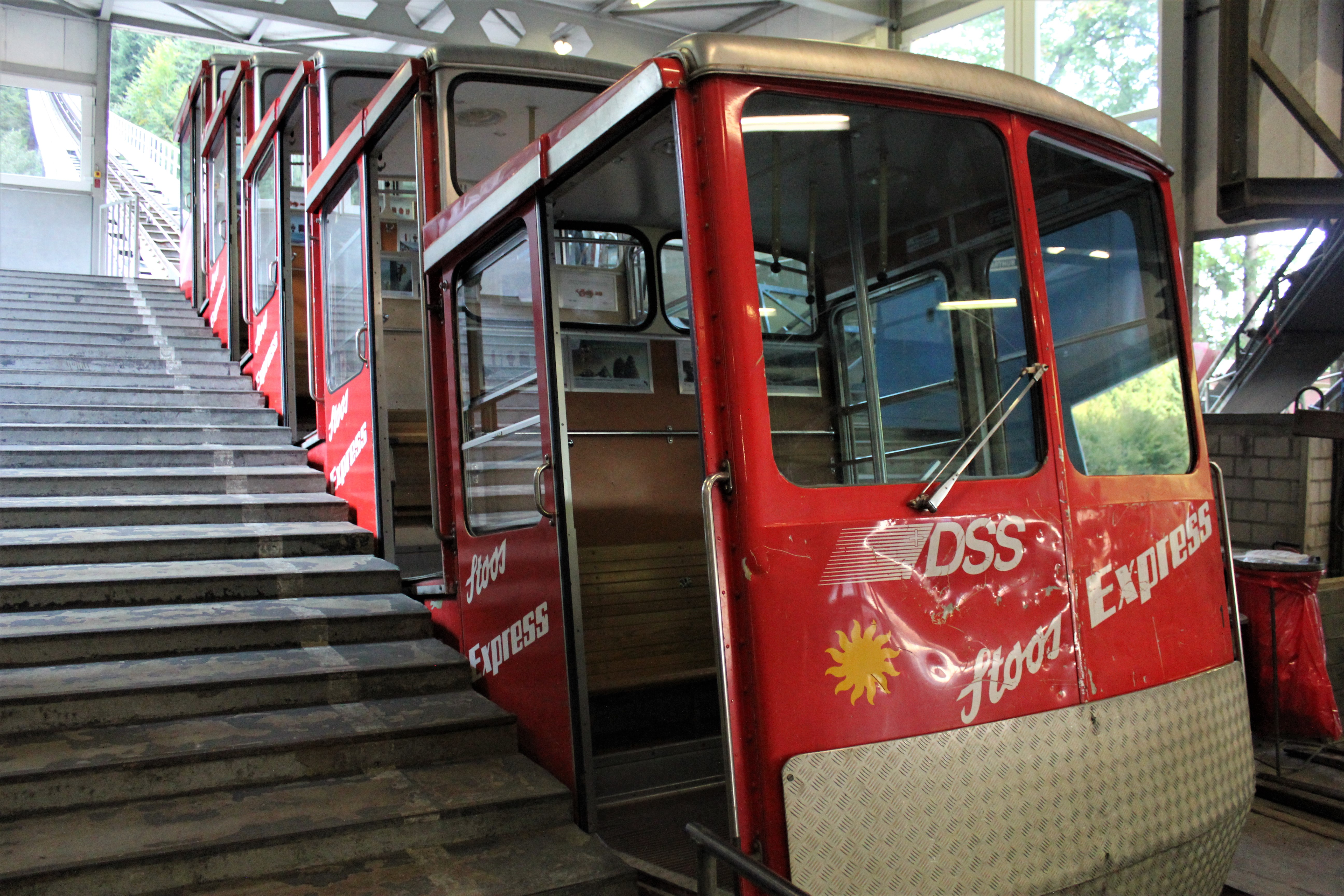
Drahtseilbahn-Fahrzeug

Der Stoos war ab 1883 durch ein Strässchen von Morschach aus erreichbar. Ende der 1920er Jahre bestand die Absicht, zur Förderung des Tourismus die bereits bestehende Brunnen-Morschach-Bahn auf den Stoos zu verlängern. Die Streckenführung durch schwieriges und lawinengefährdetes Terrain hätte aber zu sehr hohen Kosten geführt. Ebenfalls untersucht wurde der Bau einer Luftseilbahn, deren Talstation sich beim Eingang der Muotatalschlucht nahe dem Weiler Oberschönenbuch befunden hätte. Die geringe Leistungsfähigkeit schloss diese Möglichkeit jedoch ebenfalls aus.
Am 27. November 1928 reichte ein Initiativkomitee ein Konzessionsgesuch für eine Standseilbahn vom Schlattli zum Stoos ein. Das Baudepartement des Kantons Schwyz erteilte diese am 15. März 1930 für die Dauer von 80 Jahren. Kurz nach der Gründung der Drahtseilbahn Schwyz-Stoos AG (DSS) begannen im Frühjahr 1932 die Bauarbeiten. Am 19. August 1933 erfolgte die Eröffnung der Drahtseilbahn Schwyz–Stoos. Die Bell Maschinenfabrik lieferte die komplette Bahnausrüstung und die Muota-Brücke, Brown, Boveri & Cie. die Elektrik, die Maschinenfabrik Oerlikon den Antrieb, Gangloff die Wagen.
Zu Beginn betrug die Geschwindigkeit der Bahn 2,05 m/s, was einer Fahrtzeit von 11 Minuten entsprach. Die aus Leichtmetall bestehenden Wagen boten Platz für 50 Fahrgäste. Ein Plattform-Anhänger beförderte Güter und Sportgeräte, bisweilen auch Vieh. Im November 1955 wurde die Geschwindigkeit nach einem Umbau der Maschinenanlage auf 2,5 m/s erhöht. Da die Bahn an ihre Kapazitätsgrenzen stiess, prüfte man 1964 den Bau einer parallel verlaufenden Luftseilbahn. 1967 beschloss die DSS stattdessen die umfassende Modernisierung der Drahtseilbahn. Die von 1968 bis 1971 dauernden Arbeiten umfassten einen neuen Seilbahnantrieb, den Abbruch der alten Stationen, den Bau neuer Personen- und Güterhallen sowie einer neuen Muota-Brücke, den Ersatz der Wagen, die durchgehende Verschweissung der Schienenstösse, die Erneuerung des Unterbaus und den Einbau einer Fernsteuerung.
2004 begannen die Planungen für einen Ersatz der Drahtseilbahn, da sie als technisch veraltet galt und ihre Konzession bald auslaufen würde. Basierend auf einer Machbarkeitsstudie gab die Sportbahnen Schwyz-Stoos-Fronalpstock AG (SSSF, Nachfolgerin der DSS) drei Jahre später ein Instandsetzungskonzept in Auftrag, dessen Ergebnisse im Januar 2008 vorlagen. Darin wurde festgestellt, dass der Oberbau komplett erneuert und die Spurweite von 800 mm auf 1000 oder 1200 mm verbreitert werden müssten. Aufgrund der höheren Oberkante der Schienen müssten die Tunnel erweitert werden, damit die Wagen noch hindurchpassen. Höhere Sicherheitsanforderungen beim Brandschutz würden ebenfalls eine Verbreiterung der Tunnel erfordern. Die Kostenschätzung berücksichtigte jedoch nicht die ebenfalls gewünschte Sanierung der Berg- und Talstation sowie die konsequente Trennung von Gütern und Personen. Letztlich hätten sich aus der Umsetzung des Konzepts keine nennenswerten Verbesserungen ergeben.
2010 verlängerte das Bundesamt für Verkehr (BAV) die abgelaufene Konzession um zunächst drei Jahre. 2011 präsentierte die SSSF das detaillierte Projekt der neuen Standseilbahn Schwyz–Stoos, die Bauarbeiten begannen 2012. Aufgrund verschiedener Probleme beim Bau verzögerte sich der Fertigstellungstermin der neuen Bahn um mehrere Jahre. Deshalb musste das BAV die Konzession der alten Bahn zwei weitere Male verlängern; zuerst bis Ende 2016 und schliesslich bis Ende 2018. Die neue Bahn wurde am 15. Dezember 2017 eröffnet, während die alte Bahn zwei Tage später stillgelegt wurde.